# صوان الظبطية
صوان الظبطية منطقة أثرية تاريخية تقع بالقرب من واحة يبرين شرق المملكة العربية السعودية.

## الوصف
هو تل مشابه لموقع صوان ديرة٬ إلا أنه أصغر منه حجمًا٬ ويبعد نحو 10 كم جنوب غرب واحة يبرين٬ وتتشابه الخصائص الأساسية للأدوات الحجرية في الموقع مع تلك التي عثر عليها في موقع صوان ديرة المحاور له، المتمثلة في وجود الفؤوس الحجرية والشظايا والأنصال الحجرية٬ ويكمن الاختلاف بين الموقعين في كون أدوات مواقع صوان الظبطية أقل تأثرًا بالعوامل الجوية، وذلك بسبب كون الموقع محاطًا بتلال عالية٬ تقلل من تأثير الرياح على الأدوات الحجرية٬ وقد عُثر في منطقة يبرين على عدد من أمثلة مجموعات الأدوات الحجرية الموجودة على التلال المرتفعة في عدد من المواقع بين ديرة والخباطية وواحة يبرين.